# Konståret 1977

## Händelser
- Tidskriften Hjärnstorm startade.
- Konstgruppen Sapphos döttrar bildades av Bitte Richardsson, Ulla Nordenskjöld, Lotti Malm, Lea Ahmed och Eva Trolin.
- Prins Eugen-medaljen tilldelas Lennart Gram, målare, Ivar Lindekrantz, skulptör, och Sven Palmqvist, konsthantverkare.

## Verk
- Lucian Freud – Naken man med råtta.
- Gordon Matta-Clark – Jakobs stege.

## Utställningar
- Valentine Hugo på Centre Culturel Thibaud de Champagne i Troyes.
- Frida Kahlo på Instituto Nacional de Bellas Artes i Mexico City.

## Födda
- 22 mars - Johan Sandström, svensk formgivare och designingenjör.
- 18 juni - Linus Fellbom, svensk ljudkonstnär.
- 24 juni - Ingemar Selander, svensk konstnär (målare).
- 5 september - Christian Saldert, svensk konstnär.
- okänt datum - Stina Östberg, svensk samtidskonstnär.
- okänt datum - Alessandra Di Pisa, svensk konstnär.
- okänt datum - Linda Bergkvist, svensk digitalkonstnär.
- okänt datum - Erik Sigerud, svensk konstnär.
- okänt datum - Terence Koh, kanadensisk konstnär.

## Avlidna
- 27 april - Elizabeth Miller (född 1907), amerikansk fotograf och journalist.
- 23 augusti - Naum Gabo (född 1890), rysk målare och skulptör.
- 18 juli - Bror Marklund (född 1907), svensk skulptör.[1]

### Fotnoter
1. ↑   Horisont 1977. Bertmarks